# Malick Thiaw
Malick Laye Thiaw (Düsseldorf, 2001. augusztus 8. –) szenegáli–finn származású német válogatott labdarúgó, hátvéd. A Serie A-ban szereplő AC Milan játékosa.

## Pályafutása
Thiaw Düsseldorfban született, itt kezdte profi karrierjét, 2006-ban a TV Kalkum-Wittlaer, három évvel később a Fortuna Düsseldorf-ban, ahol egy évet töltött. 2010-ben már a Bayer Leverkusen, majd egy évvel később, a Borussia Mönchengladbach-ban nevelkedett.

### Schalke 04
2015-ben a Schalke 04 akadémiájára érkezett, szerepelt az U16-17, és 2018/19-es idényben került fel az U19-es csapatba.

#### A felnőttcsapatban
2020. március 3-án David Wagner nevezte a Bayern München elleni keretbe a DFB-Pokal negyeddöntőjében, négy nappal később mutatkozott be csereként a Hoffenheim elleni 1–1-s hazai bajnoki utolsó egy percében, Jonjoe Kenny helyett állt be.
A 2019/20-as bajnoki utolsó mérkőzésén, a Freiburg ellen a második félidőt végigjátszotta.
A következő, 2020/21-es szezonban már nagyobb szerepet kapott a csapatban, a bajnokság 5. fordulójában a Borussia Dortmund ellen játszott végig egy mérkőzést, október 30-án a következő fordulóban hatodik mérkőzésén szerezte első gólját, a VfB Stuttgart elleni 1–1-s mérkőzésen, a 30. percben szerzett vezetést csapatának.
Október 11-én debütált a DFB-Pokal-ban, a Schweinfurt 05 vendégeként. Ebben az idényben háromszor lépett pályára a tartalékcsapatba, a Regional West ligában.
A 2021/22-es szezonban, 2022. február 18-án lépett pályára 50. mérkőzésén, a Paderborn elleni 2–0-s bajnoki 23. fordulójában. Az idényben 36 tétmérkőzésből négyszer nem lépett pályára, és kétszer volt eredményes; a Jahn Regensburg és az Ingolstadt ellen.
A 2022/23-as idényben háromszor lépett pályára, klubváltása előtt.

### AC Milan
2022. augusztus 29-én ötéves szerződést kötött a klubbal.
Szeptember 3-án Stefano Pioli nevezte a csapatba az Inter elleni városi derbire.
Öt fordulóval később, október 16-án csereként debütált a Hellas Verona vendégeként, a 2–1-re megnyert mérkőzés  utolsó hét percében lépett pályára, Rafael Leão-t váltva.
November 8-án harmadik mérkőzésén lépett pályára kezdőként, a Cremonese otthonában a 0–0-s bajnokin.
2023. február 10-én a 90 percet végigjátszotta a Torino elleni 1–0-s győztes bajnokin.
Négy nap múlva, élete első nemzetközi mérkőzésén lépett pályára, a Bajnokok Ligája kieséses szakaszában a Tottenham elleni 1–0 során.

## Válogatott karrier
Thiaw Németországban született és nőt fel, apja szenegáli és anyja finn származású, német és finn kettős állampolgárságú.
2017-ben hívták a finn U17-es csapatba, de nem játszott ott.
2021. március 15-én hívták be a német U21-es csapatba, a 2021-es U21-es Európa-bajnokságra.

## Statisztika
2025. február 19-i állapot szerint
| Klub             | Szezon           | Bajnokság         | Bajnokság | Bajnokság | Kupa  | Kupa  | Nemzetközi | Nemzetközi | Egyéb | Egyéb | Összes | Összes |
| Klub             | Szezon           | Liga              | Mérk.     | Gólok     | Mérk. | Gólok | Mérk.      | Gólok      | Mérk. | Gólok | Mérk.  | Gólok  |
| ---------------- | ---------------- | ----------------- | --------- | --------- | ----- | ----- | ---------- | ---------- | ----- | ----- | ------ | ------ |
| Schalke 04       | 2019/20          | Bundesliga        | 4         | 0         | 0     | 0     | —          | —          | —     | —     | 4      | 0      |
| Schalke 04       | 2020/21          | Bundesliga        | 19        | 1         | 3     | 0     | —          | —          | —     | —     | 22     | 1      |
| Schalke 04       | 2021/22          | 2. Bundesliga     | 31        | 2         | 1     | 0     | —          | —          | —     | —     | 32     | 2      |
| Schalke 04       | 2022/23          | Bundesliga        | 3         | 0         | 0     | 0     | —          | —          | —     | —     | 3      | 0      |
| Schalke 04       | Összesen         | Összesen          | 57        | 3         | 4     | 0     | —          | —          | —     | —     | 61     | 3      |
| Schalke II       | 2020/21          | Regionalliga West | 3         | 0         | —     | —     | —          | —          | —     | —     | 3      | 0      |
| Schalke II       | Összesen         | Összesen          | 3         | 0         | —     | —     | —          | —          | —     | —     | 3      | 0      |
| AC Milan         | 2022/23          | Serie A           | 20        | 0         | 0     | 0     | 4          | 0          | 0     | 0     | 24     | 0      |
| AC Milan         | 2023/24          | Serie A           | 21        | 0         | 0     | 0     | 9          | 0          | —     | —     | 30     | 0      |
| AC Milan         | 2024/25          | Serie A           | 15        | 0         | 0     | 0     | 5          | 1          | 2     | 0     | 22     | 1      |
| AC Milan         | Összesen         | Összesen          | 56        | 0         | 0     | 0     | 18         | 1          | 2     | 0     | 76     | 1      |
| KARRIER ÖSSZESEN | KARRIER ÖSSZESEN | KARRIER ÖSSZESEN  | 116       | 3         | 4     | 0     | 18         | 1          | 2     | 0     | 140    | 4      |

Jegyzetek
1. 1 2  Mérkőzése(i) a(z) Bajnokok Ligájában
2. 1 2  Mérkőzése(i) a(z) Supercoppa-ban

### A válogatottban
2023. november 18-i állapot szerint
| Németország | Németország | Németország |
| Év          | Mérk.       | Gólok       |
| ----------- | ----------- | ----------- |
| 2023        | 3           | 0           |
| ÖSSZESEN    | 3           | 0           |

## Sikerei, díjai
- Schalke 04
  - 2. Bundesliga: 2021/22
- Németország
  - U21-es Európa-bajnokság: 2021